# Samuel Cunard

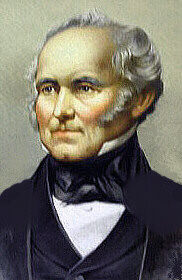
Samuel Cunard

Sir Samuel Cunard, 1. Baronet (* 21. November 1787 in Halifax, Nova Scotia; † 28. April 1865 in London) war ein kanadischer Geschäftsmann und Inhaber der Cunard Line.
Cunard wurde als Sohn von Abraham Cunard geboren, einem Holzkaufmanns der als United Empire Loyalist vor der amerikanischen Revolution nach Halifax geflohen war.
Als sehr erfolgreicher Unternehmer in Halifax und als eine von zwölf einflussreichen Personen, die die wirtschaftlichen Geschicke in Nova Scotia lenkten, ging Samuel Cunard 1838 nach England, wo er zusammen mit diversen anderen Geschäftsmännern versuchte, die Rechte für die transatlantische Postbeförderung der britischen Royal Mail zwischen England und Nordamerika zu bekommen. Aus der dafür gegründeten  „British and North American Royal Mail Steam Packet Company“ wurde später die „Cunard Steamship Limited“.
1840 fuhr das erste Dampfschiff des Unternehmens – die Britannia – von Liverpool, England nach Boston, Massachusetts. Dies war der Grundstein für einen regulären Fracht- und Personenverkehr über den Atlantik.
Die erfolgreiche Firma übernahm die Canadian Northern Steamships Limited und im Jahre 1934 ihren stärksten Konkurrenten, die White Star Line, Besitzerin der Olympic und ehemalige Besitzerin der Titanic. Durch die Übernahme der Hauptkonkurrenten dominierte die Cunard Line den transatlantischen Verkehr.
Cunard besaß auch noch einige andere Unternehmen in Kanada. Seine Kohlengesellschaft ist immer noch eine der größten Ölfirmen in Nova Scotia.
Am 9. März 1859 wurde Samuel Cunard auf Vorschlag von Lord Palmerston durch Königin Victoria der erbliche Adelstitel eines Baronet, of Bush Hill in the County of Middlesex, verliehen. Im Maritime Museum of the Atlantic in Halifax ist die komplette zweite Etage seinem Leben und seiner Schifffahrtsgesellschaft gewidmet.
Sir Samuel Cunard starb 1865 in London, England, und wurde auf dem Friedhof Brompton begraben. Aus seiner 1815 geschlossenen Ehe mit Susan Duffus hatte er neun Kinder, darunter seinen Titelerben Sir Edward Cunard, 2. Baronet (1816–1869).
Für seine Leistung ehrte die kanadische Regierung, vertreten durch den für das Historic Sites and Monuments Board of Canada zuständigen Minister, am 20. Mai 1937 Samuel Cunard und erklärte ihn zu einer „Person von nationaler historischer Bedeutung“.